# Санто Доминго
Санто Доминго (на испански: Santo Domingo de Guzmán, в превод "Св. Доменик" или "Света Неделя") е столица и най-голям град на Доминиканската република. Има население от 2 908 607 жители (2010 г.) и обща площ от 104,44 km2.
Санто Доминго е културният, финансовият, политическият, търговският и промишленият център на страната. Това е и главното пристанище на Доминиканската република.

## История
Градът е основан на 5 август 1494 г., от Бартоломео Колумб (брат на знаменития пътешественик и откривател Христофор Колумб), което го прави най-ранното европейско селище в Новия свят. Първоначално носи името на испанската кралица Изабела Кастилска – Нова Изабела. По-късно получава настоящото си име – Санто Доминго, по името на католическия орден, основан от Св. Доминик. В периода 1930 – 1961 г. столицата на Доминиканската република се казва Сиудад Трухильо (от испанската дума „сиудад“ – „град“ и по името на най-дълго управлявалия доминикански диктатор Рафаел Трухильо). След убийството му, градът възвръща старото си име.

## География
Река Осама тече 148 km, преди да се влее в Карибско море. Местоположението на Санто Доминго на бреговете ѝ е от голямо значение за икономическото развитие на града и растежа на търговията през колониално време. Именно тук се намира най-натовареното пристанище в страната.

### Климат
Средната температура варира в малки граници, тъй като тропичните пасати спомагат за смекчаване на топлината и влажността през годината. Благодарение на тези сезонни ветрове, Санто Доминго има тропичен климат, но рядко търпи обичайните тропични жеги. От декември до март са най-хладни месеци, а от юли до септември са най-топлите. Средното количество годишни валежи възлиза на 1445 mm. Също като останалите градове в Карибския басейн, Санто Доминго е застрашен от урагани.
| Климатични данни за Санто Доминго            | Климатични данни за Санто Доминго | Климатични данни за Санто Доминго | Климатични данни за Санто Доминго | Климатични данни за Санто Доминго | Климатични данни за Санто Доминго | Климатични данни за Санто Доминго | Климатични данни за Санто Доминго | Климатични данни за Санто Доминго | Климатични данни за Санто Доминго | Климатични данни за Санто Доминго | Климатични данни за Санто Доминго | Климатични данни за Санто Доминго | Климатични данни за Санто Доминго |
| Месеци                                       | яну.                              | фев.                              | март                              | апр.                              | май                               | юни                               | юли                               | авг.                              | сеп.                              | окт.                              | ное.                              | дек.                              | Годишно                           |
| Абсолютни максимални температури (°C)        | 34,4                              | 33,9                              | 36,0                              | 37,0                              | 39,5                              | 37,2                              | 37,8                              | 38,8                              | 36,7                              | 38,8                              | 35,0                              | 33,5                              | 39,5                              |
| Средни максимални температури (°C)           | 29,4                              | 29,3                              | 29,6                              | 30,3                              | 30,6                              | 31,3                              | 31,7                              | 31,8                              | 31,6                              | 31,3                              | 30,8                              | 29,8                              | 30,6                              |
| Средни температури (°C)                      | 24,7                              | 24,6                              | 25,1                              | 25,8                              | 26,5                              | 27,2                              | 27,3                              | 27,4                              | 27,3                              | 26,9                              | 26,3                              | 25,2                              | 26,2                              |
| Средни минимални температури (°C)            | 20,0                              | 19,9                              | 20,5                              | 21,4                              | 22,5                              | 23,1                              | 23,0                              | 23,0                              | 23,0                              | 22,6                              | 21,9                              | 20,6                              | 21,8                              |
| Абсолютни минимални температури (°C)         | 11,0                              | 11,0                              | 13,3                              | 15,5                              | 16,5                              | 18,6                              | 18,2                              | 18,0                              | 18,0                              | 17,0                              | 17,0                              | 13,0                              | 13                                |
| Средни месечни валежи (mm)                   | 74,5                              | 67,9                              | 61,9                              | 72,1                              | 176,6                             | 116,4                             | 131,2                             | 178,1                             | 208,7                             | 186,2                             | 132,5                             | 82,9                              | 1489                              |
| Средно количество слънчеви часове            | 239.7                             | 229.6                             | 253.4                             | 248.8                             | 233.9                             | 232.3                             | 225.9                             | 231.6                             | 219.9                             | 230.7                             | 227.5                             | 224.1                             | 2797                              |
| -------------------------------------------- | --------------------------------- | --------------------------------- | --------------------------------- | --------------------------------- | --------------------------------- | --------------------------------- | --------------------------------- | --------------------------------- | --------------------------------- | --------------------------------- | --------------------------------- | --------------------------------- | --------------------------------- |
| Източник: ONAMET, Diario Libre, Meteo Climat |                                   |                                   |                                   |                                   |                                   |                                   |                                   |                                   |                                   |                                   |                                   |                                   |                                   |

## Население
Демографската характеристика на Санто Доминго е сходна с тази на останалите метрополни региони из страната, с изключение на имигрантската общност (главно от хаитяни), която е по-голяма тук, благодарение на по-голямата икономическа динамика в сравнение с останалите провинции. По-голямата част от населението на Санто Доминго е съставена от местни доминикански мулати. Все пак, около 20% от жителите му са имигранти. Освен хаитяните, значителна общност имат и азиатците (главно китайци и ливанци), следвани от латиносите (венецуелци и пуерториканци). Североизточната част на града е най-бедната, докато югозападната е най-заможната. Санто Доминго се счита за един от центровете на нарастване на доминиканската средна класа. Това е един от най-развитите икономически градове в Латинска Америка. Голямата част от жителите му, освен испански, говорят и английски. Градското му население към 2010 г. е 3,8 милиона души.

## Икономика
Градът е център на икономическата дейност в Доминиканската република. Тук са концентрирани повече пари, както и седалищата на законодателната, съдебната и изпълнителната власт. Много национални и чуждестранни компании са установили офисите си в града. Благодарение на икономическата си стабилност и благоприятно местоположение, градът привлича много международни фирми.
Инфраструктурата е подходящата за повечето бизнес начинания. Ключов фактор, който е спомогнал на града да стане конкурентно способен на глобално ниво, е телекомуникационната му инфраструктура. Той разполага със съвременна и мащабна телекомуникационна система, която се либерализира към края на 1990-те години и се радва на множество чуждестранни инвестиции. Така се създават многобройни кол центрове.
Икономическият растеж на града е засвидетелстван от мащабното вертикално строителство в много от кварталите му. Строителният бум се изразява в множеството високи жилищни блокове, търговски центрове, естакади, разширение на метрото и цялостното увеличение на търговската дейност.
Санто Доминго има процъфтяваща средна класа, която контрастира със значителните участъци на бедност из страната, които остават предизвикателство за бъдещето. В североизточния квадрант на града се намират повечето от маргинализираните бедняшки квартали.

## Транспорт
Санто Доминго разполага с подземен обществен транспорт. Метрополитенът на града е най-големият в Централна Америка и Карибския регион по дължина и брой станции. Той е част от голям национален план за подобряване на транспорта в страната. Към август 2013 г. метрото включва две линии, като са планирани още четири в бъдеще. Според правителствените данни, над 300 000 души го използват всеки ден.
Градът се обслужва от две летища. „Ла Исабела“ е новопостроено летище, намиращо се в северния край на града, на няколко километра от центъра му. То обслужва главно вътрешни и чартърни полети. „Лас Америкас“ е по-голямото, международно летище, което осъществява полети до Северна, Централна и Южна Америка, както и до Европа. То се намира на малък полуостров югоизточно от града. Пристанището на Санто Доминго се намира при устието на река Осама. Съставят се планове за обновяването му. Градът е крайна точка на четири от петте национални магистрали.

## Побратимени градове
- Ню Йорк, Ню Йорк, САЩ
- Берлин, Германия
- Маями, Флорида, САЩ
- Барселона, Испания
- Тайпе, Тайван
- Каракас, Венецуела
- Сарасота, Флорида, САЩ
- Париж, Франция
- Мадрид, Испания
- Торонто, Канада
- Хайфа, Израел
- Буенос Айрес, Аржентина
- Бостън, Масачузетс, САЩ
- Берн, Швейцария
- Лондон, Великобритания
- Санта Крус де Тенерифе, Испания
- Провидънс, Род Айлънд, САЩ
- Хавана, Куба